# Jewhen Sotnikow
Jewhen Wałerijowycz Sotnikow (ukr. Євген Валерійович Сотніков, ur. 20 listopada 1980, zm. 6 sierpnia 2021) – ukraiński judoka. Olimpijczyk z Pekinu 2008, gdzie zajął 21. miejsce w wadze ciężkiej.
Brązowy medalista mistrzostw świata w 2003; uczestnik zawodów w 2007. Startował w Pucharze Świata w latach 2000, 2001, 2003, 2004, 2006-2008. Wicemistrz Europy w 2006; trzeci w 2008; piąty w 2006 i 2007. Złoty medalista akademickch MŚ w 2002 roku.

## Letnie Igrzyska Olimpijskie 2008
| Konkurencja | Eliminacje           | Klas. końcowa |
| Konkurencja | Przeciwnik I         | Miejsce       |
| ----------- | -------------------- | ------------- |
| +100 kg     | João Gabriel (BRA) P | 21.           |